# Ласицкас, Владас Александрович
Вла́дас Алекса́ндрович Ласицка́с (лит. Vladas Lasickas, псевдоним Владас Ташев появился в период работы на радио «Маяк») (род. 28 июля 1981, Москва) — спортивный журналист, комментатор.

## Биография
Один из авторов, продюсеров и диктор документального фильма о теннисистке Марии Шараповой.
2003—2007 годы — ведущий спортивных программ, ведущий новостей, корреспондент «Маяка». В качестве ведущего отработал с места событий на Олимпиадах в Афинах и Турине. Работал на теннисных турнирах из серии «Большого шлема», на выездных матчах сборной России по футболу.
2007—2008 годы — ведущий прямого эфира, ведущий новостей на «Радио Спорт». Автор и ведущий теннисной программы «Центральный корт». Ведущий программы о московском футбольном клубе «Спартак» — «Гладиаторы».
Сотрудничал с изданиями «Советский спорт», «Газета».
С июля 2008 года — комментатор и ведущий новостей в системе каналов Eurosport Россия. Основная специализация — теннис, футбол. Известен по своей работе в паре с Анной Чакветадзе и Динарой Сафиной.
С апреля 2011 года по май 2014 года работал корреспондентом в издании «Спорт-Экспресс». Работал на Олимпиадах в Лондоне и Сочи, теннисных турнирах из серии «Большого шлема», биатлонных этапах Кубка мира.
Летом 2016 года комментировал на Первом канале в паре с Верой Душевиной олимпийский теннисный турнир в Рио-де-Жанейро.
В 2017—2019 годах принимал участие в освещении Открытого чемпионата Австралии, «Ролан Гаррос», Уимблдона и US Open с места событий.

## Личная жизнь
Женат на российской прыгунье в высоту Марии Кучиной (Ласицкене).